# 汤姆·克林

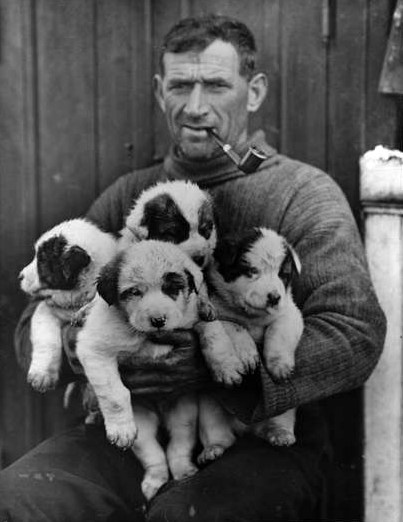
汤姆·克林

汤姆·克林（英語：Tom Crean，又譯作湯姆·科林, 1877年7月20日—1938年7月27日），来自凱瑞郡（County Kerry）的爱尔兰水手、南极探险家。

## 生平
他参加了南极探险英雄时代英国四次主要探险中的三次，包括罗伯特·斯科特1911至13年的Terra Nova探险。这次探险中克林独自在罗斯冰架上走了56公里以营救Edward Evans，最后获得阿尔伯特奖。
1901年，克林在新西兰HMS Ringarooma服役，志愿加入了斯科特1901年领导的英国国家南极探险，开始了探险生涯。他参加的最后一次南极探险则是Ernest Shackleton领导的帝国南极探险。